# Рождественская Декларация 2022
Рождественская Декларация 2022 (также Рождественская декларация российских христиан-миротворцев или Рождественская Декларация*) — антивоенная инициатива, образованная российскими христианами на фоне полномасштабного российского вторжения в Украину.

## История
Сразу после начала вторжения российских войск на территорию Украины в феврале 2022 года некоторые российские христиане (члены коллектива не разглашают свои имена в целях безопасности) стали организовывать христианские антивоенные встречи с молитвами о прекращении войны.
С лета 2022 года встречи стали посвящаться чтению богословских текстов, написанных немецкими христианами в 30-е годы XX века как противодействие нацистской риторике.
Накануне Рождества 2023 года группа выступила со своим программным документом «Рождественская декларация российских христиан-миротворцев», размещенным на сайте и Telegram-канале на четырёх языках: русском, украинском, белорусском и английском. В нём авторы выражали осуждение российской агрессии, призывали к активным ненасильственным мерам сопротивления и молитве о прекращении войны. Было сделано также видеозаявление.
Постепенно авторы публиковали богословское обоснование своей Декларации. Этот документ состоит из 6 разделов, два основных посвящены взаимоотношениям между Церковью и государством, отношению к войне вообще и к вторжению в Украину в частности.

## Деятельность
Совместно с инициативой «Христиане против войны» ведутся:
- исследования преследования российских христиан со стороны религиозных организаций и властей за антивоенную позицию или поддержку Украины в защите от агрессии[3];
- учёт погибших священнослужителей и церковнослужителей христианских церквей Украины[4];
- священников РПЦ, участвующих в качестве капелланов в Вооруженных силах РФ[5];

Опубликованные списки используются российскими независимыми СМИ для оценки репрессивных практик в России в отношении верующих, занимающих антивоенную позицию.
К плодам исследований инициативы прибегают зарубежные правозащитные организации, а также учёные в своих статьях.
Участники инициативы разрабатывают тексты молитв, которые охватывали бы нужды российских христиан, не согласных с военными действиями России против Украины.
В телеграм-канале инициативы также рассказывается про опыт антивоенного сопротивления российских христиан.